# Pierfrancesco de’ Medici der Ältere
Pierfrancesco di Lorenzo de’ Medici der Ältere (* 1430 in Florenz; † 19. Juli 1476) war ein Mitglied der Florentiner Familie Medici. Er war der Sohn von Lorenzo di Giovanni de’ Medici, dem jüngeren Bruder von Cosimo de’ Medici.
Pierfrancesco wurde 1458 Gesandter bei Papst Pius II. und 1463 in Mantua. Seit 1459 war er für die Verhandlungen mit den Florentiner Zunftvorstehern (Priori delle Arti) zuständig. Naturgemäß stand Pierfrancesco im Schatten seines Onkels Cosimo bzw. nach dessen Tod in dem von dessen Sohn Piero di Cosimo de’ Medici, die die Oberhäupter der Familie waren. Beide griffen häufig für diplomatische Missionen auf ihre Verwandten zurück, sodass auch Pierfrancesco Anteil am Ausbau der Macht des Hauses Medici hatte.
Pierfrancesco heiratete 1451 Laudomia Acciaiuoli, mit der er zwei Söhne hatte: Lorenzo di Pierfrancesco de’ Medici, genannt il Popolano (1463–1503), und Giovanni di Pierfrancesco de’ Medici, genannt il Popolano (1467–1498).